# Durrell Summers
Pour les articles homonymes, voir Summers.
Durell Summers, né le 2 avril 1989 à Détroit au Michigan, est un joueur américain de basket-ball.